# Estación de Europa-Fira
Europa | Fira es una estación de las líneas L8, S3, S4, S8, S9, R5, R6, R50 y R60 de la línea Llobregat-Anoia de FGC situada debajo de la plaza Europa en la Gran Vía de Hospitalet de Llobregat.
La estación se inauguró en mayo de 2007, entre las estaciones de Ildefons Cerdà y Gornal. 
Se ha ampliado la estación para enlazar con la línea 9 de TMB. Los accesos están en la Gran Vía de Hospitalet de Llobregat, con las calles Independència y Amadeu Torner. Esta estación se abrió al público el 12 de febrero de 2016.
| << cabecera                    | < estación | línea | estación >       | cabecera >>                |
| ------------------------------ | ---------- | ----- | ---------------- | -------------------------- |
| Línea Llobregat-Anoia de FGC   |            |       |                  |                            |
| Molí Nou \| Ciutat Cooperativa | Gornal     |       | Ildefonso Cerdá  | Plaza España               |
| Can Ros                        | Gornal     |       | Ildefonso Cerdá  | Plaza España               |
| Olesa de Montserrat            | Gornal     |       | Ildefonso Cerdá  | Plaza España               |
| Martorell Enlace               | Gornal     |       | Ildefonso Cerdá  | Plaza España               |
| Quatre Camins                  | Gornal     |       | Ildefonso Cerdá  | Plaza España               |
| Manresa Baixador               | Gornal     |       | Ildefonso Cerdá  | Plaza España               |
| Igualada                       | Gornal     |       | Ildefonso Cerdá  | Plaza España               |
| Manresa Baixador               | Gornal     |       | Ildefonso Cerdá  | Plaza España               |
| Igualada                       | Gornal     |       | Ildefonso Cerdá  | Plaza España               |
| Metro                          |            |       |                  |                            |
| Aeroport T1                    | Fira       |       | Can Tries-Gornal | Zona Universitària Can Zam |